# Ussuriiulus pilifer
Ussuriiulus pilifer är en mångfotingart som beskrevs av Sergei I. Golovatch 1980. Ussuriiulus pilifer ingår i släktet Ussuriiulus och familjen Mongoliulidae. Inga underarter finns listade i Catalogue of Life.